# U-374
U-374 – niemiecki okręt podwodny (U-Boot) typu VIIC z okresu II wojny światowej. Okręt wszedł do służby w 1941 roku. Jedynym dowódcą był Oblt. Unno von Fischel. 

## Historia
Okręt został włączony do 5. Flotylli U-Bootów (Kilonia) celem szkolenia i zgrania załogi. Od września 1941 roku  jako jednostka bojowa w składzie 1. (Brest), później 29. Flotylli (La Spezia).
U-374 odbył trzy patrole bojowe. Podczas pierwszego, rozpoczętego pod koniec września 1941 roku i mającego na celu atakowanie alianckiej żeglugi na północnym Atlantyku, zatopił samotnie płynący brytyjski frachtowiec „Rose Schiaffino” (3349 BRT). Podczas powrotnego rejsu wykrył konwój SC 52 i próbował go zaatakować. Przeciwdziałanie korwety HMCS „Buctouche” spowodowało lekkie uszkodzenia okrętu i uniemożliwiło akcję. U-Boot naprowadził na konwój jednak inne okręty podwodne, które zdołały dokonać udanych zatopień. 
6 grudnia 1942 roku U-374 wyruszył z zadaniem dołączenia do U-Bootów operujących na Morzu Śródziemnym. W nocy z 10 na 11 grudnia okręt sforsował niebezpieczną Cieśninę Gibraltarską, atakowany przez jednostki przeciwnika. U-374 zatopił wówczas torpedami dwa okręty pomocnicze: trawler ZOP HMS „Lady Shirley” (477 BRT) i uzbrojony jacht HMS „Rosabelle” (515 BRT); zginęli wszyscy członkowie obu załóg.
Wkrótce po osiągnięciu bazy U-374 wyruszył na patrol bojowy u wybrzeży Afryki Północnej; okręt zdołał przetrwać atak bombami głębinowymi niszczycieli HMS „Legion” i Hr.Ms. „Isaac Sweers”, ale spowodowane nim uszkodzenia uniemożliwiły ponowne zanurzenie. 12 stycznia 1942 roku U-374 został wykryty na wschód od przylądka Spartivento przez brytyjski okręt podwodny typu U HMS „Unbeaten”. Trafiony dwoma torpedami U-Boot szybko zatonął; przeżył tylko jeden członek załogi – MtrGfr Johannes Ploch, pełniący wówczas wachtę na pomoście. Rozbitek został uratowany i wzięty do niewoli przez HMS „Unbeaten”.